# Bismarck (Berg)
Der Berg Bismarck (englisch Mount Bismarck) ist ein zweikuppiger Berg im Nordosten Simbabwes in Afrika. Sein Entdecker, der Afrikaforscher Karl Mauch, benannte ihn nach Otto Fürst von Bismarck. Mauch entdeckte und benannte 1872 auch den in der Nähe befindlichen Moltkeberg.
Bei beiden Bergen handelt es sich um Massive aus Granit. Zwischen den beiden Bergen liegt das große „Kaiser Wilhelm-Goldfeld“.

## Weitere Berge mit dem gleichen Namen
- der 2300 m hohe Mount Bismarck in Namibia.
- der Mount Bismarck in Victoria, Australien wurde im Zuge des Ersten Weltkrieges in Mount Kitchener umbenannt.[3][4]